# Blackbrook-Staudamm
Der Blackbrook-Staudamm war eine Talsperre bei Blackbrook und Shepshed in der englischen Grafschaft Leicestershire, die 1799 aufgrund eines Hochwassers brach.

## Geschichte
Der Staudamm des Blackbrook-Reservoirs war 28 m hoch, 160 m lang und hatte einen Stauinhalt von 0,2 Mio. m³. Der Erddamm wurde von 1792 bis 1796/97 gebaut und diente der Wasserversorgung des Charnwood-Forest-Kanals, über den Kohle von Swannington und Coleorton nach Loughborough und weiter am Fluss Soar entlang nach Leicester transportiert wurde. Die heutige Gewichtsstaumauer stammt aus dem Jahr 1906.

## Katastrophe
Im Februar 1799 entstand nach heftigen Schneefällen und folgendem Tauwetter mit Regen ein Hochwasser, das den Damm am 20. Februar 1799 brechen ließ. Das Reservoir war in 11 Minuten leergelaufen; die Flutwelle überschwemmte das Land bis Dishley am Soar und zerstörte alles auf ihrem Weg, unter anderem auch einen in Erdbauweise ausgeführten Aquädukt. Der Staudamm wurde zwar wieder aufgebaut und 1801 in Betrieb genommen, jedoch wurde der Kanal 1804 aus wirtschaftlichen Gründen bereits wieder aufgegeben.